# Pomfret (Connecticut)
Pomfret es un pueblo ubicado en el condado de Windham en el estado estadounidense de Connecticut. En el año 2005 tenía una población de 4.142 habitantes y una densidad poblacional de 40 personas por km².

## Geografía
Pomfret se encuentra ubicada en las coordenadas 41°51′48″N 71°59′02″O / 41.86333, -71.98389.

## Demografía
Según la Oficina del Censo en 2000 los ingresos medios por hogar en la localidad eran de $57,938, y los ingresos medios por familia eran $64,650. Los hombres tenían unos ingresos medios de $43,333 frente a los $28,901 para las mujeres. La renta per cápita para la localidad era de $26,029. Alrededor del 4.1% de la población estaban por debajo del umbral de pobreza.